# Арсен Люпен
Арсе́н Люпе́н (фр. Arsène Lupin) — главный герой романов и новелл французского писателя Мориса Леблана (1864—1941); «джентльмен-грабитель». Впервые появился в новелле «Арест Арсена Люпена», опубликованной во французском журнале «Je sais tout» в июле 1905 года. Леблан написал 28 книг о Люпене. Кроме того, существует ряд продолжений, в том числе написанных известными соавторами Буало-Нарсежак, много постановок, экранизаций и комиксов.
Образ Люпена во многом вдохновлён образом «благородных разбойников»,прежде всего Рокамболем, персонажем Понсона дю Террайль (1829-1871).

## Биография Арсена Люпена
Делались неоднократные попытки воссоздать биографию Арсена Люпена с помощью информации, содержащейся в произведениях Мориса Леблана. Наиболее успешными считаются работы Ф. Лакассена и Андре-Франсуа Руда. Соответственно, эти биографии различаются по ряду пунктов.
Скорее всего, Арсен Люпен Рауль, сын Генриетты д’Андрези и Теофраста Люпена, мог родиться в 1874 году (в «Графине Калиостро», действие которой разворачивается в 1894 году, ему 20 лет). Предполагаемым местом рождения является город Блуа (в зависимости от того, принимать ли это за правду или очередной обман Люпена).
Через несколько лет после рождения Арсена его мать уходит от Теофраста Люпена и обосновывается со своим сыном в доме семьи Дрё-Субиз. Здесь Генриетта испытывает постоянные унижения со стороны её хозяев. Поэтому Арсен Люпен в возрасте шести лет похищает драгоценное ожерелье королевы Марии-Антуанетты, гордость Дрё-Субиз («Новое ожерелье королевы», «Графиня Калиостро»). Хотя следствие не обнаруживает, как и кем была совершена кража, подозрение падает на Генриетту д’Андрези. Она вынуждена переехать в сельскую местность, где умирает через несколько лет.
Арсен Люпен изучал право, медицину и стал специалистом по дерматологии. Также он знает классическую латынь и греческий. Его отец был преподавателем по боксу, фехтованию и гимнастике и поэтому обучил сына боевым искусствам. Арсен также выучился джиу-джитсу.

## Внешность
Арсен Люпен является мастером перевоплощения и часто меняет черты лица, цвет волос, стиль одежды и даже характер. Поэтому трудно дать точное его описание. Известно только, что герой довольно стройный, красивый и необычайно сильный, что помогает ему в профессии вора.

## Характер
Арсен Люпен продемонстрировал свой талант и ум во многих приключениях, выступая в роли не только грабителя, но и детектива и разгадывая неразрешимые до тех пор загадки, что часто приносит ему неплохую прибыль. Но не исключены и провалы персонажа, из которых он выбирается с помощью своих данных и удачи, что приближает вора-джентльмена к простому человеку. Кроме того, герой вызывает симпатии у читателя своими моральными принципами: отвращением к убийству и галантностью к женщинам. Нередко Люпен помогает несчастной выпутаться из затруднительной ситуации, кроме того, он способен ради девушки отказаться от своих преступных замыслов. Герою не чужд патриотизм, что особенно ярко проявляется в эпизодах, действия которых происходят во время Первой мировой войны. Он берёт на себя инициативу ряда дипломатических операций в пользу Франции. Более того, Люпен вступил в Иностранный легион и сражался на стороне Франции в Северной Африке («Зубы тигра»).

## ПроизведенияМориса Лебланаоб Арсене Люпене
- 1907 : Арсен Люпен — благородный грабитель / фр. Arsène Lupin gentleman cambrioleur (9 рассказов)
  - Арест Арсена Люпена / фр. L'Arrestation D'Arsene Lupin
  - Арсен Люпен в тюрьме / фр. Arsene Lupin en Prison
  - Побег Арсена Люпена / фр. L'Evasion D'Arsene Lupin
  - Таинственный путешественник / фр. Le Mysterieux Voyageur
  - Ожерелье королевы / фр. Le Collier de la Reine
  - Как я познакомился с Арсеном Люпеном (Семёрка червей) / фр. Comment J'Ai Connu Aresene Lupin: Le Sept de Coeur
  - Сейф мадам Эмбер / фр. Le Coffrefort de Madam Imbert
  - Чёрная жемчужина / фр. La Perle Noire
  - Херлок Шолмс опоздал (Вариант: Эрлок Шолмс опоздал)[2] / фр. Herlock Sholmes Arrive Trop Tard
- 1908 : Арсен Люпен против Херлока Шолмса / фр. Arsène Lupin contre Herlock Sholmès
  - Белокурая Дама/ фр. La Dame Blonde
  - Еврейская лампа / фр. La Lampe Juive
- 1909 : Арсен Люпен / фр. Arsène Lupin (пьеса)
- 1909 : Полая игла / фр. L'Aiguille creuse
- 1910 : 813 / фр. 813 ; в 1917 опубликован в виде двух томов:
  - Двойная жизнь Арсена Люпена / фр. La double vie d’Arsène Lupin
  - Три преступления Арсена Люпена / фр. Les trois crimes d’Arsène Lupin
- 1911—1913 : Тайны Арсена Люпена / фр. Les Confidences d'Arsène Lupin (9 рассказов)
  - Солнечные зайчики / фр. Les jeux du soleil
  - Свадебное кольцо / фр. L'anneau nuptial
  - По подсказке тени / фр. Le signe de l'ombre
  - Адская ловушка / фр. Le piege infernal
  - Красный шёлковый шарф / фр. L'echarpe de soie rouge
  - Смерть бродит рядом / фр. La mort qui rode
  - Эдит Лебединая Шея / фр. Edeth au cou de cygne
  - Пучок соломы / фр. Le fetu de paille
  - Женитьба Арсена Люпена / фр. Le mariage d'Arsene Lupin
- 1911 : Авантюра Арсена Люпена / фр. Une Aventure d'Arsène Lupin (пьеса)
- 1912 : Хрустальная пробка / фр. Le Bouchon de cristal
- 1915 : Осколок снаряда / фр. L'Éclat d'obus
- 1917 : Золотой треугольник / фр. Le Triangle d'or
- 1919 : Остров тридцати гробов / фр. L'Île aux trente cercueils
- 1920 : Зубы тигра / фр. Les Dents du tigre
- 1920 : Возвращение Арсена Люпена / фр. Le Retour d'Arsène Lupin (пьеса)
- 1923 : Восемь ударов стенных часов / фр. Les huit coups de l'horloge (8 рассказов)
  - Вершина башни / фр. Au Sommet de la Tour
  - Графин с водой / фр. La carafe d'eau
  - Тереза и Жермена / фр. Therese et Germaine
  - Фильм-разоблачитель / фр. Le film revelateur
  - Дело Жана-Луи / фр. Le cas de Jean-Louis
  - Дама с топором / фр. La Dame a la hache
  - Следы шагов на снегу / фр. Des pas sur la neige
  - В честь бога Меркурия / фр. Au dieu Mercure
- 1924 : Графиня Калиостро / фр. La Comtesse de Cagliostro
- 1927 : Барышня с зелёными глазами / фр. La Demoiselle aux yeux verts
- 1927 : Человек в козьей шкуре (Человек в овечьей бекеше) / фр. L'homme à la peau de bique (рассказ)
- 1928 : Агентство Барнет и Ко. / фр. L'Agence Barnett et Cie (8 рассказов)
  - Падающие капельки / фр. Les gouttes qui tombent
  - Любовное письмо короля Георга / фр. La lettre d'amour du roi George
  - Партия в баккару / фр. La partie de baccara
  - Человек с золотыми зубами / фр. L'homme aux dents d'or
  - Двенадцать акций Бешу / фр. Les douze Africaines de Bechoux
  - Случай творит чудеса / фр. Le hasard fait des miracles
  - Белые перчатки… белые гетры… / фр. Gants blancs...guetres blanches...
  - Бешу арестует Джима Барнета / фр. Bechoux arrete Jim Barnett
- 1928 : Таинственный особняк / фр. La Demeure mystérieuse
- 1930 : Усадьба «Бурный поток» / фр. La Barre-y-va
- 1930 : Изумрудный карбункул / фр. Le Cabochon d'émeraude (рассказ)
- 1932 : Женщина с двумя улыбками / фр. La Femme aux deux sourires
- 1934 : Виктор из светской бригады / фр. Victor, de la Brigade mondaine
- 1935 : Месть графини Калиостро / фр. La Cagliostro se venge
- 1941 : Миллиарды Арсена Люпена / фр. Les Milliards d'Arsène Lupin
- 2012 : Последняя любовь Арсена Люпена / фр. Le Dernier Amour d'Arsène Lupin (неоконченный роман, найденный внучкой писателя в 2011 году)

## Произведения других авторов
- Валерий Брюсов
  - Арсен Люпен в России (1922, незакончен)[4]
- Колбасьев, Сергей Адамович
  - Арсен Люпен (1930, Ленинград; в составе трилогии «Поворот всё вокруг»). Действует не сам Арсен Люпен, а его подражатель.
- Бучер, Энтони
  - Арсен Люпен против полковника Лино / Arsène Lupin versus Colonel Linnaus (журнал Ellery Queen’s Mystery Magazine, том 5, № 19, ноябрь 1944)
- Катоган, Валери  / фр. Valère Catogan (псевдоним фр. Raymond Lindon)
  - Тайна короля Франции, или подлинная личность Арсена Люпена / фр. Le Secret des rois de France ou la véritable identité d’Arsène Lupin (1955, Paris, Édition de Minuit, романтическое эссе[5])
- Буало-Нарсежак
  - Тайна Эвелин / фр. Le Secret d’Eunerville (1973, роман)
  - Пороховая бочка / фр. La Poudrière (1974, роман)
  - Второе лицо Арсена Люпена / фр. Le Second Visage d’Arsène Lupin (1975, роман)
  - Правосудие Арсена Люпена / фр. La Justice d’Arsène Lupin (1977, роман)
  - Клятва Арсена Люпена / фр. Le Serment d’Arsène Lupin (1979, роман)
  - / фр. L’Affaire Oliveira (рассказ Тома́ Нарсежака)
- Кристиан Посланец / фр. Christian Poslaniec
  - Идеальные преступления / фр. Crimes parfaits (École des loisirs, 1999[6])
- Даниел Салмон / фр. Daniel Salmon
  - Зуб Джейн / фр. La dent de Jane (2001)
- Мишель цинк (фр. Michel Zink)
  - Арсен Люпен и тайна Дарсонваля / фр. Arsène Lupin et le mystère d'Arsonval (2004, роман[7])
- Каролина и Дидье Кайол (фр. Caroline et Didier Cayol)
  - Волки Венсана / фр. Les Lupins de Vincent (2006, роман)
- Мишель Бюсси / фр. Michel Bussi
  - Код Люпена / фр. Code Lupin (2006)
- Борис Акунин
  - Узница башни, или Краткий, но прекрасный путь трёх мудрых (2007, повесть)
- Габриэль Товерон / фр. Gabriel Thoveron
  - Кто испугал Вирджинию Вульф? (…элементарно, мой дорогой Люпен!) / фр. Qui fait peur à Virginia Woolf? (...élémentaire mon cher Lupin!) (роман)
- Патрик Ферте / фр. Patrick Ferté
  - Арсен Люпен — величайшая загадка: ключ к коду текстов Мориса Леблана / фр. Arsène Lupin Supérieur Inconnu - La clé de l'œuvre codée de Maurice Leblanc (статья об эзотерических аспектах произведений Мориса Леблана)
- Кадзухико Като
  - Lupin III (Манга, главный герой — внук оригинального А. Люпена)

## Фильмы и телесериалы
- 1910 — Арсен Люпен против Шерлока Холмса, (Arsène Lupin contra Sherlock Holmes), Германия
- 1916 — Арсен Люпен (Arsene Lupin), Великобритания
- 1917 — Арсен Люпен (Arsene Lupin), США
- 1932 — Арсен Люпен (Arsene Lupin), США
- 1937 — Арсен Люпен (Arsène Lupin détective), Франция
- 1938 — Арсен Люпен возвращается (Arsène Lupin Returns)
- 1947 — Арсен Люпен (Arsenio Lupin), Мексика
- 1957 — Приключения Арсена Люпена, Франция, Италия
- 1959 — Подписано: Арсен Люпен (Signé: Arsène Lupin), Франция
- 1962 — Арсен Люпен против Арсена Люпена (Arsène Lupin contre Arsène Lupin), Франция, Италия
- 1971—1973 — Арсен Люпен (Arsene Lupin), Франция, Италия
- 1980 — Арсен Люпен (Arsène Lupin joue et perd), мини-сериал, Франция, Италия, Швейцария, Германия (ФРГ)
- 1989 — Возвращение Арсена Люпена (Le Retour d’Arsène Lupin)
- 1995—1996 — Новые подвиги Арсена Люпена (Les Nouveaux Exploits d’Arsène Lupin)
- 2004 — Арсен Люпен (Arsène Lupin), Франция
- 2007 — Люпен (телесериал, 95 эпизодов) (Lupin), Филиппины. современная интерпретация.
- 2018 — «Kaitou Sentai Lupinranger VS Keisatsu Sentai Patranger», Япония (Согласно сюжету, на протяжении всей своей жизни легендарный джентльмен-вор Арсен Люпен собрал обширную коллекцию опасных артефактов, известных как «Коллекция Люпена». Позже эта коллекция была украдена межпространственными захватчиками, известными как Ганглеры. Затем в борьбу за неё вступила команда рейнджеров-воров — Люпенрейнджеры: если им удастся собрать всю коллекцию, то они смогут возродить своих родных и близких, убитых одним из Ганглеров)
- 2021 — Люпен (Lupin), Франция. Мини-сериал о реальном поклоннике-подражателе Люпена, который решает использовать его методы для мести людям, засадившим его отца за несовершённое преступление[8]. В главной роли - Омар Си.

## Мультфильмы и аниме-сериалы
- 2017 — Страж перерождения[англ.]
- 1971—2021 — Lupin III